# Paulo Graça
Paulo Graça, né le 13 septembre 1978 à Lisbonne, est un footballeur portugais devenu international de beach soccer.

## Histoire
Après avoir été formé au Sporting Portugal, Paulo Graça connait une carrière modeste de footballeur, ne parvenant pas à percer en première division.
En 2010, il rejoint la section beach soccer du Sporting. Il joue avec l'équipe du Portugal depuis 2 saisons et remporte l'Euro Beach Soccer League ainsi que le BSWW Mundialito en 2008.
Avec son club il remporte dès la première saison (2010) le championnat du Portugal de la discipline, l'année suivante est celle des finales perdues avec celles du championnat lusitanien, de la Coupe du monde des clubs mais aussi celle du Mundialito avec la sélection à quoi s'ajoute la 3e place en Coupe du monde.
En 2012, Paulo Graça remporte le Mundialito, son troisième succès après 2008 et 2009, et est élu meilleur gardien de la compétition comme l'année précédente.

## Palmarès

### En sélection
- Coupe du monde de beach soccer
  - 3e en 2008, 2009 et 2011

- Euro Beach Soccer League (2) : 
  - Vainqueur en 2008, 2010
  - Finaliste en 2009, 2013
  - 3e en 2011

- Mundialito (3) : 
  - Vainqueur en 2008, 2009 et 2012
  - Finaliste en 2010 et 2011

- Euro Beach Soccer Cup : 
  - Finaliste en 2010 et 2012
  - 3e en 2009

### En club
- Championnat du Portugal de beach soccer
  - Champion en 2010
  - 2e en 2011

- Coupe du monde des clubs de beach soccer
  - Finaliste en 2011
  - 4e en 2012

### Individuel
Élu meilleur gardien lors des BSWW Mundialito 2011 et 2012